# Tipula (Pterelachisus) uenoi
Tipula (Pterelachisus) uenoi is een tweevleugelige uit de familie langpootmuggen (Tipulidae). De soort komt voor in het Palearctisch gebied.